# Tarnlicht

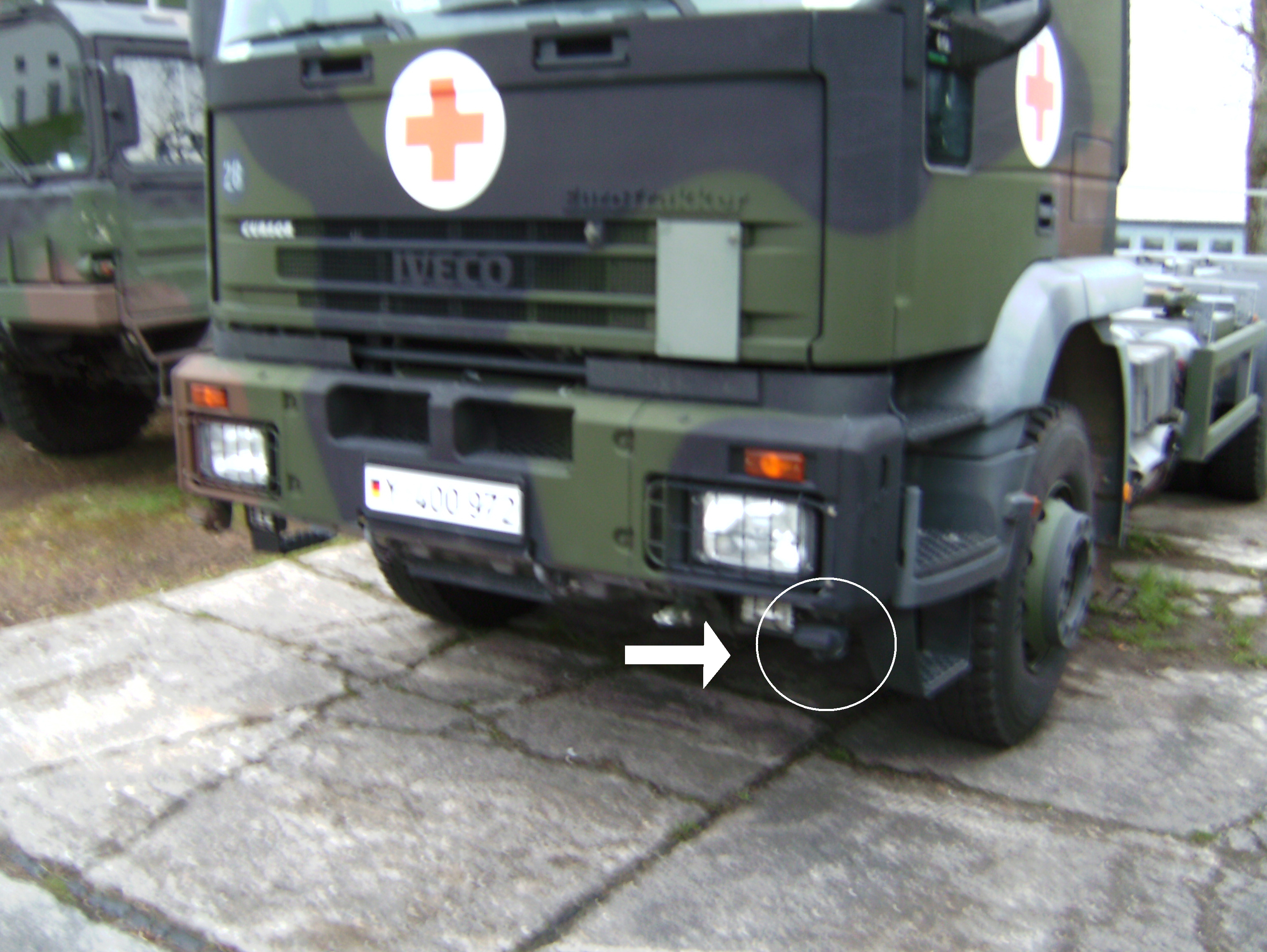
Tarn-Fahrlicht

Das Tarnlicht (Bezeichnung bei der Bundeswehr: Tarnkreis) ist Teil der Beleuchtungsanlage von militärischen Landfahrzeugen. Um gegnerischen Kräften keine Anhaltspunkte zu bieten, kann nachts zur Fahrt unter Gefechtsbedingungen die Straßen-Fahrbeleuchtung von z. B. Ketten- und Radfahrzeugen durch das sogenannte Tarnlicht ersetzt werden. Bei aktiviertem Tarnlicht sind alle Funktionen der Straßen-Fahrbeleuchtung abgeschaltet. Dies gilt auch für Fahrtrichtungsanzeiger sowie die normalerweise automatisch aktivierten Rückfahrscheinwerfer, die Standard-Bremsleuchten und die Hupe.

## Bundeswehr

### Stufen
Das Tarnlicht besteht in der deutschen Bundeswehr aus vier Stufen:
- Stufe 0 = völlig ohne Licht (keine Bremsleuchten)
- Stufe 1 = nur mit Leitkreuz (Tarnbremsleuchten in Betrieb)
- Stufe 2 = nur vordere Tarnscheinwerfer (keine Bremsleuchten)
- Stufe 3 = Tarnscheinwerfer, Leitkreuz, Tarnschlussleuchten, Tarnbremsleuchten in Betrieb

Eine häufig zum Erlernen der Stufen gebrauchte Eselsbrücke lautet: Stufe 1, Ran an den Feind; Stufe 2, Weg vom Feind; Stufe 3, Siegesparade.

### Aufbau
Die Tarnlichtanlage besteht aus fünf Segmenten:
Tarnscheinwerfer
Sie befinden sich an der Front des jeweiligen Fahrzeuges und sind möglichst tief, bei Lastkraftwagen in der Regel unter der Stoßstange, angebracht. Vor den Scheinwerfern ist eine Abdeckung mit Schlitzblende montiert, die Streulicht reduziert. Die Leistungsaufnahme jedes Scheinwerfers beträgt 18 Watt, die Leuchtweite liegt zwischen 1,50 und zwei Metern.
Tarnrücklichter
Sie sind in der Regel in die normalen Rücklichter nach StVZO integriert und bestehen nur aus je einem zusätzlichen Lämpchen mit einer Leistung von vier Watt und einem Lichtpunkt von etwa 1,5 cm Durchmesser. Eine Ausnahme stellte z. B. der VW 181 dar, der über separate zylinderförmige Tarnrücklichter verfügte.
Tarnbremsleuchten
Normalerweise zwei (bei verschiedenen Fahrzeugen z. B. Unimog 2 t auch nur eine) separate zylinderförmige Leuchten mit einer 1,5 Zentimeter durchmessenden Lichtscheibe am Heck des Fahrzeuges. Leistung: 4 Watt.

Der LKW 0,5 t Wolf hat keine zusätzlichen Bremsleuchten, die Tarnbremsleuchten sind im normalen Rücklicht integriert.
Leitkreuz
Es befindet sich am Heck des Fahrzeuges und ist gewöhnlich etwas verdeckt angebracht. Da es nicht möglich ist, nachts zum Beispiel in einem Wald bei völliger Finsternis eine Kolonnenfahrt ganz ohne Licht durchzuführen, ist das Leitkreuz das Mindeste, was an Beleuchtung notwendig ist.
Zweikreis-Lichtschalter mit insgesamt sieben Schaltstufen
Stufe 0

Drehen im Uhrzeigersinn: Stufe 1 = Standlicht, Stufe 2 = Fahrlicht

Entsperren mittels eines Schiebers

Drehen gegen den Uhrzeigersinn: Tarnlichtstufen 0–3
Da aus Sicherheitsgründen die Kontrollleuchten am Armaturenbrett nicht abgeschaltet werden können, besteht einerseits die Möglichkeit der Lichtreduzierung durch eine blaue Kunststoffscheibe, die über die Leuchten geklappt wird. Andererseits kann die Verdunkelung intensiviert werden, indem die blaue Scheibe durch eine weitere Klappe verdeckt wird. In dieser sind nur kleine Löcher vorhanden, über die eine Kontrolle der wichtigsten Anzeigen (Bremsdruck, Motortemperatur) erfolgt. (Bei den Fahrzeugen der ersten Generation wurde eine gelochte Abdeckscheibe über die – einzeln angebrachten – Kontrolllämpchen gedreht.)
Das in diesem Abschnitt beschriebene System bezieht sich auf die von der deutschen Bundeswehr verwendeten Fahrzeuge. Es ist jedoch davon auszugehen, dass die aus Überbeständen verschenkten oder verkauften Fahrzeuge (die baltischen Länder erhielten 150 Fahrzeuge des Typs VW Iltis, Finnland, Polen und Spanien (unter anderen) den Kampfpanzer Leopard 2, Ungarn kaufte 200 Fahrzeuge des Typs Unimog L 1300 usw.) nicht umgerüstet wurden und mit der bisherigen Lichtanlage weiter betrieben werden.
Nicht alle Fahrzeuge der Bundeswehr sind mit einer Tarnlichtanlage ausgestattet. Handelsübliche (z. B. VW-Busse, Fahrzeuge der Standortverwaltung) Fahrzeuge und teilmilitarisierte (t-mil) Fahrzeuge der älteren Generation (MAN 22-240 10 t 6x4 oder MB 1017 5 t) verfügen nicht über diese Art der Beleuchtung, während Teile der neueren Generation (IVECO Eurotrakker 16 t 6x4) damit ausgerüstet sind. (Die Bezeichnung handelsüblich bezieht sich nicht auf die Fahrzeuge des BW-Fuhrpark-Service.)
Für den gefechtsmäßigen Einsatz der älteren t-mil-Generation werden Segeltuchabdeckungen vorgehalten, mit denen die Lichtscheiben der Leuchtkörper abgedeckt werden können.
Die Fahrzeuge des (in den 60er Jahren bestehenden) Luftschutzhilfsdienstes der Bundesrepublik Deutschland und des Bundesgrenzschutzes waren ebenfalls mehrheitlich mit Tarnlicht ausgestattet.
Rechtliches
Jegliches Fahren mit dem Tarnlicht im öffentlichen Straßenverkehr ist aufgrund der erhöhten Unfallgefahr verboten und wird mit einem Bußgeld geahndet. Da beim aktivierten Tarnlicht bei allen Stufen auch die eigentlichen Bremslichter ausgeschaltet sind, ist selbst das Fahren am Tag mit dem Tarnlicht nicht erlaubt. Gefahren werden darf mit dem Tarnlicht ausschließlich auf militärischen Einrichtungen wie Truppen- und Standortübungsplätzen.

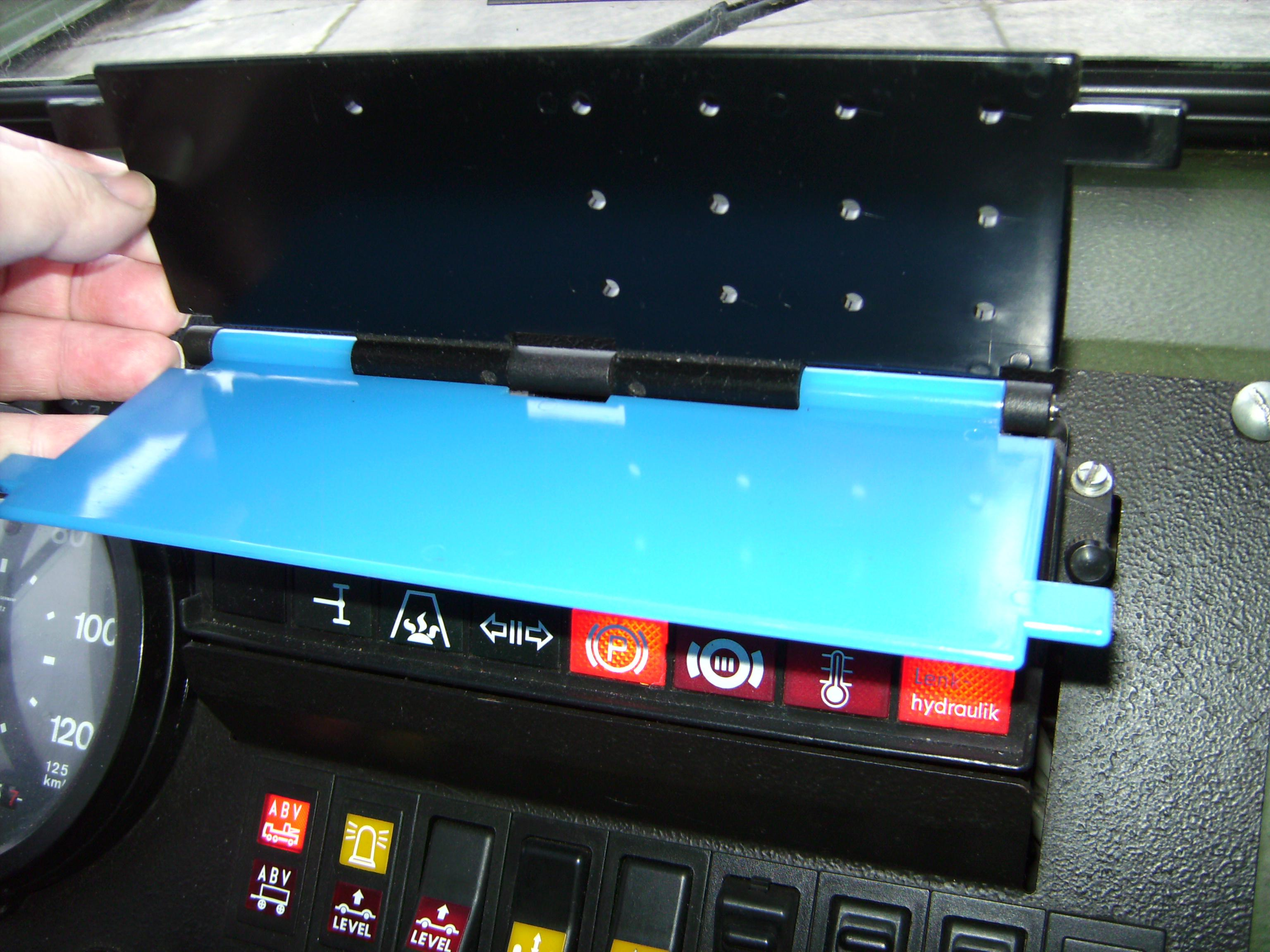
Abdeckklappen der Kontrollanzeigen
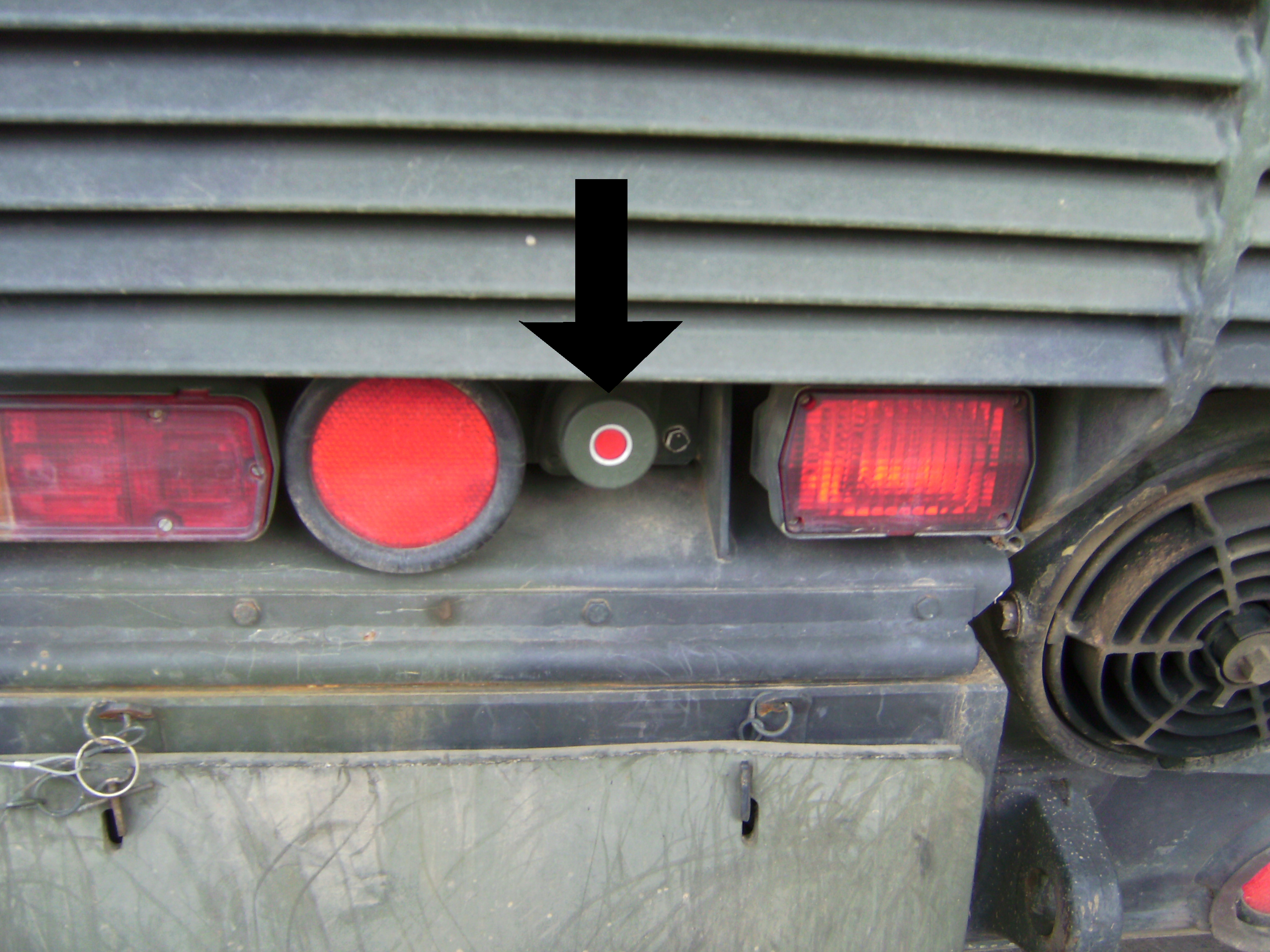
Tarn-Bremslicht
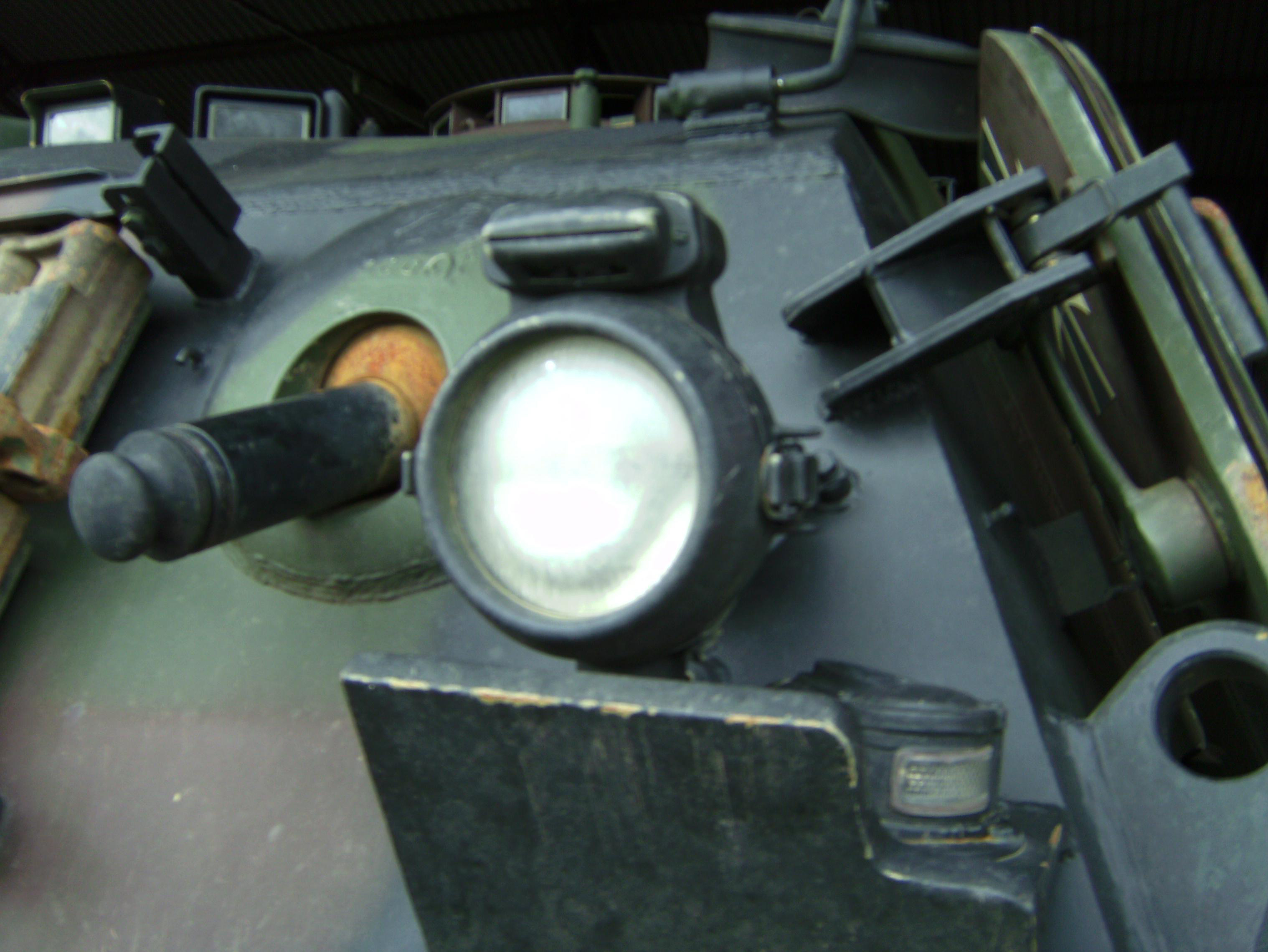
Tarn-Fahrlicht am Panzer
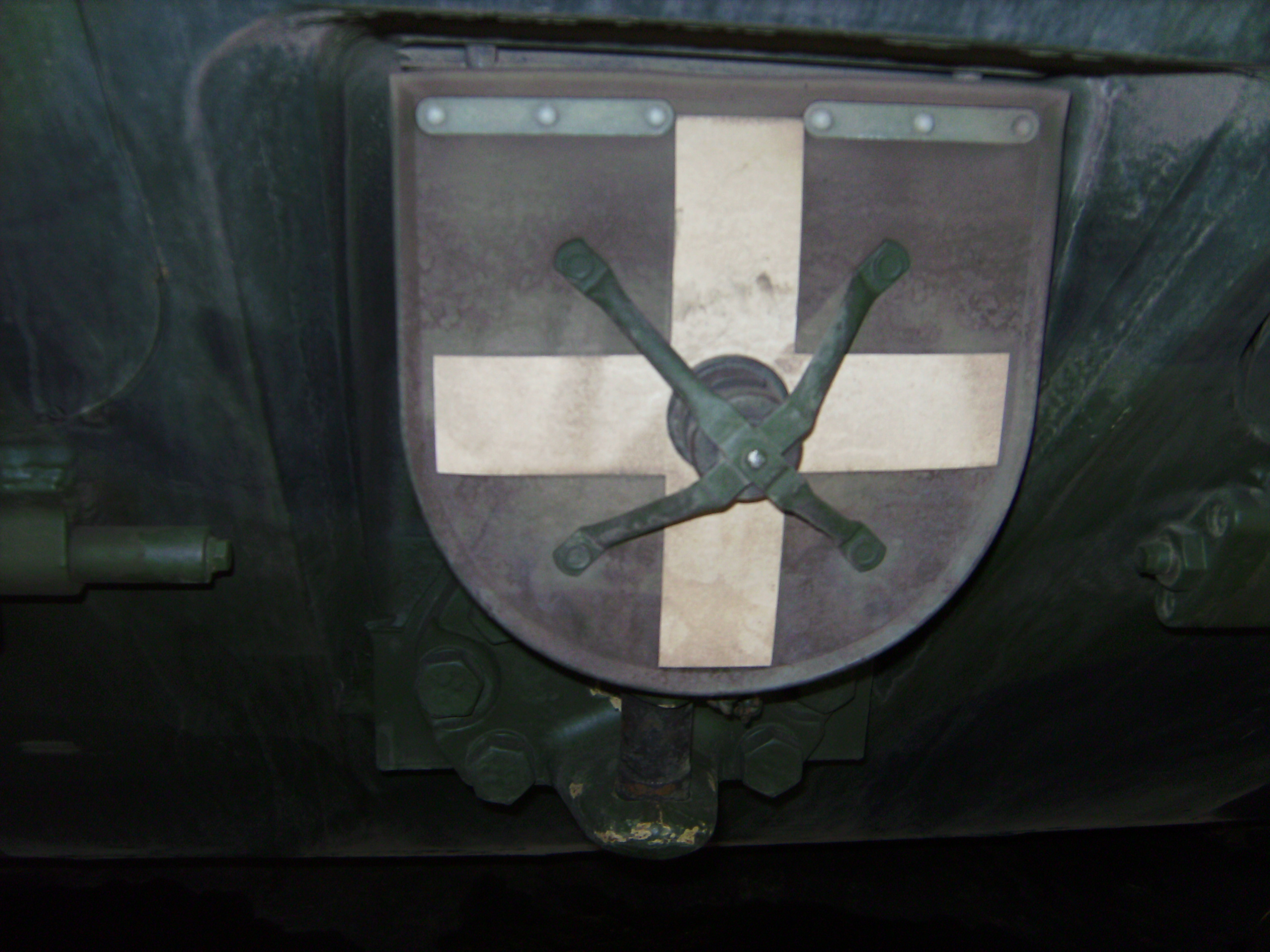
Leitkreuz
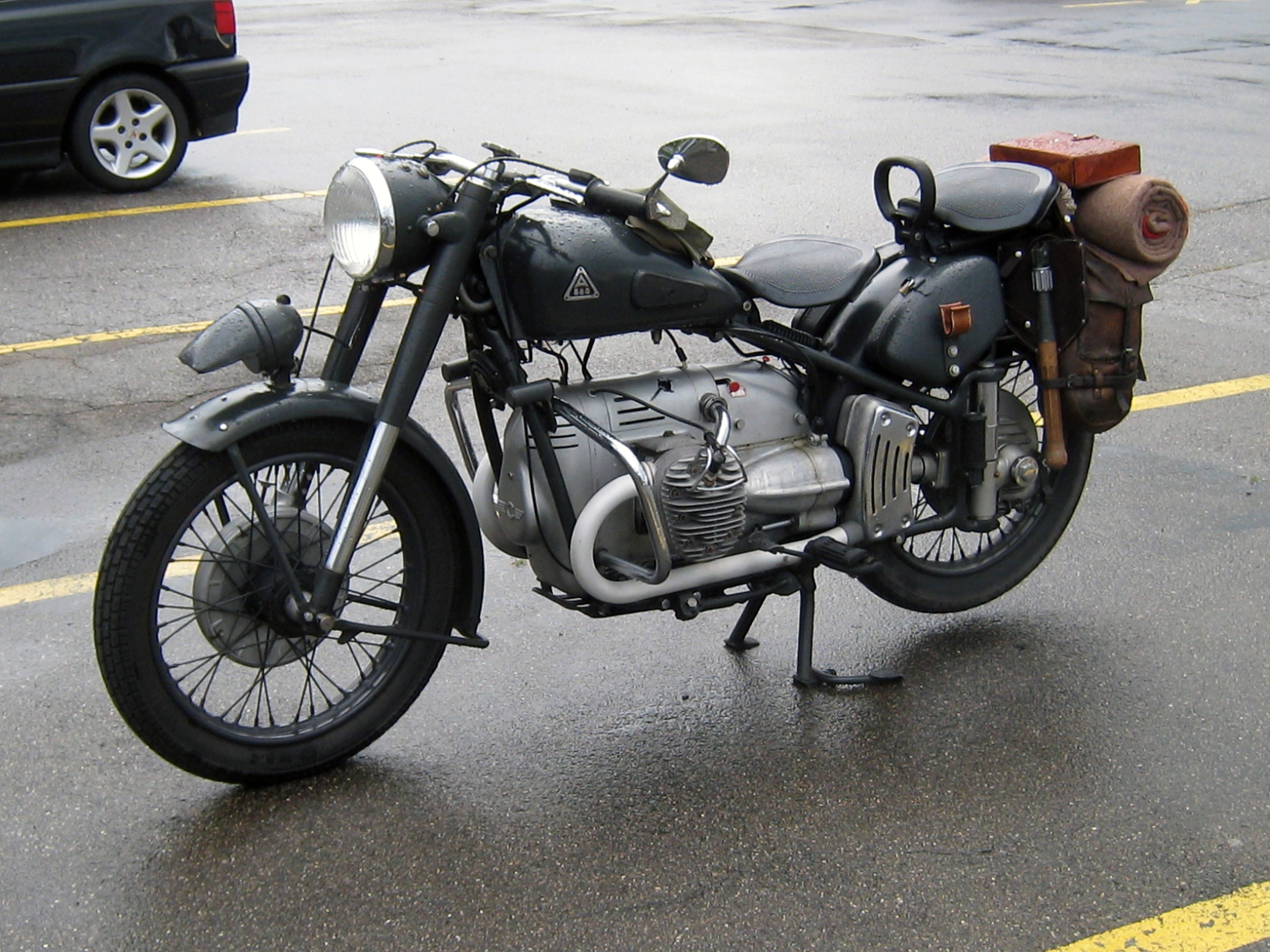
Tarnscheinwerfer einer Schweizer A580 der Condor-Werke

## Wehrmacht
Bei der deutschen Wehrmacht war das Tarnlicht in Form des Notek-Nachtmarschgeräts implementiert. Vorn bestand das Notek-System aus einem einzigen, links montierten Tarnscheinwerfer, ausgestattet mit einer 35-Watt-Glühlampe, einem elliptischen Reflektor und einer Abdeckhaube, die ein Abstrahlen nach oben oder zur Seite verhinderte. Mittels Schalterstellung konnte elektrisch zwischen verschiedenen Helligkeitswerten gewählt werden.
Am Fahrzeugheck montiert war eine Kombination aus Schluss- und Bremslicht sowie eines Abstandslichtes, das grün leuchtete und aus vier getrennten Leuchten bestand, die unter Ausnutzung des begrenzten Auflösungsvermögens des menschlichen Auges dem Fahrer des nachfolgenden Fahrzeugs die Abschätzung des Abstands gestatteten. Eine bewegliche Blechklappe, die entweder das im Tarnbetrieb verwendete Abstandslicht oder aber die im Normalbetrieb eingesetzte Schlusslicht-/Bremslicht-Kombination abschattete, erlaubte das Umstellen zwischen beiden Betriebsarten.

## US-Streitkräfte
Bei den Streitkräften der Vereinigten Staaten besitzt der Tarnlichtkreis im Allgemeinen fünf Stufen:
- SERVICE DRIVE -- Straßen-Standardbeleuchtung inkl. Fahrlicht
- STOPLIGHT -- Straßen-Standardbeleuchtung
- OFF -- Alle Beleuchtung aus (entspricht deutscher Stufe 0)
- B.O. MARKER -- Tarnleitkreuz und Tarnbremslicht in Betrieb (entspricht deutscher Stufe 1), Instrumentenbeleuchtung automatisch aus -- B.O. steht für Blackout, Verdunkelung.
- B.O. DRIVE -- Tarnscheinwerfer, Leitkreuz, Tarnschlussleuchten, Tarnbremsleuchten in Betrieb (entspricht deutscher Stufe 3)

Eine Sperre verhindert das versehentliche Umschalten zwischen Tarn- und Standardkreis.
Im Tarnkreis ist neben Fahrtrichtungsanzeiger, Warnblinklicht und Standard-Bremslicht auch die Hupe deaktiviert.
Ein weiterer Wählschalter dimmt die Instrumentenbeleuchtung und wechselt zwischen Fahr- und Standlicht.